# 密齿天门冬
密齿天门冬（学名：Asparagus meioclados）是天门冬科天门冬属的植物，是中国的特有植物。分布于中国大陆的四川、贵州、云南等地，生长于海拔1,300米至3,500米的地区，常生长在溪边、林下、山谷或山坡上，目前尚未由人工引种栽培。